# Cordylus jordani
Cordylus jordani är en ödleart som beskrevs av  Parker 1936. Cordylus jordani ingår i släktet Cordylus och familjen gördelsvansar. Inga underarter finns listade i Catalogue of Life.